# AGIT-Drucker
Die AGIT-Drucker waren ein selbstverwalteter Betrieb in den 1970er Jahren, die sich als Teil der undogmatischen Linken verstanden.
Sie druckten in West-Berlin unter anderem das Info Berliner Undogmatischer Gruppen (Info BUG) und unterstützten linke Projekte und Gruppen durch günstige Preise. Allgemein war die Absicht, links-politische Drucksachen zu ermöglichen. Traditionelle Unternehmen lehnten es oft ab, Publikationen dieser Art zu drucken.
Das Info BUG war eine wöchentliche linksradikale Zeitschrift, die Berichte, Termine, Aktionen und Ähnliches veröffentlichte. Auch mit dem Thema RAF setzte man sich auseinander. Die Publikation hatte eine überregionale Verbreitung und wurde von wechselnden Redaktionsgruppen erstellt. Das Blatt wurde vom „agit druck kollektiv“ im Offsetdruckverfahren gedruckt. Die Zeitschrift und ihre Mitarbeiter gerieten bald ins Visier der Strafverfolgung. Im April 1975 wurde die Zeitschrift zum ersten Mal an einigen Vertriebsstellen beschlagnahmt. Im Februar 1977 folgten Strafverfahren wegen Verunglimpfung des Staates und seiner Symbole, am 17. Oktober 1977 die ersten Verhaftungen von vier Druckern durch den Staatsschutz unter dem Vorwurf der „Unterstützung einer terroristischen Vereinigung“. Die Untersuchungshaft dauerte bis zu neun Monaten. Die Agit-Drucker wurden zu Freiheitsstrafen von 9 bis zu 13 Monaten ohne Bewährung verurteilt. Der Bundesgerichtshof bestätigte später das Strafmaß, womit zum ersten Mal nicht nur die presserechtlich Verantwortlichen einer Publikation belangt wurden, sondern auch die technischen Hersteller.

## Weiterführende Literatur
- Ernst Piper: Die Anklage der Agit-Drucker in Berlin. In: Jury, Deutscher Beirat und Sekretariat des 3. Internationalen Russell-Tribunals (Hrsg.): 3. Internationales Russell-Tribunal. Zur Situation der Menschenrechte in der Bundesrepublik Deutschland. Band 3. Gutachten, Dokumente, Verhandlungen der 2. Sitzungsperiode / Teil 1: Zensur. Rotbuch Verlag, Berlin 1979, ISBN 3-88022-205-3, S. 120–128.
- Johannes Riemann: Der Prozeß gegen die Agit-Drucker und der § 88a StGB. In: Jury, Deutscher Beirat und Sekretariat des 3. Internationalen Russell-Tribunals (Hrsg.): 3. Internationales Russell-Tribunal. Zur Situation der Menschenrechte in der Bundesrepublik Deutschland. Band 3. Gutachten, Dokumente, Verhandlungen der 2. Sitzungsperiode / Teil 1: Zensur. Rotbuch Verlag, Berlin 1979, ISBN 3-88022-205-3, S. 129–136.
- Der Prozeß gegen die agit-Drucker. In: Ästhetik & Kommunikation, Berlin, Nr. 33, 1978.
- Komitee zur Befreiung der Agit-Drucker (Hrsg.): Prozeß gegen 4 Drucker. Eigenverlag (Druck: Agit-Druck), Berlin 1978.
- Agit-Druck GmbH (Hrsg.): Das Urteil vom Agit-Prozeß. Mit Kommentaren von Walter Jens, Ernst Piper, Wilm Schmidt-Pabst. Eigenverlag, Berlin o. J. [1979]
- Solidarität kann zur Waffe werden. ... – Infos zum Prozess gegen Fantasia-Druck und ivk; Stuttgart 1979, bestellbar bei Archiv sozialer Bewegungen (Memento vom 23. August 2006 im Internet Archive)